# Парк «Центральний» (Ірпінь)
Парк «Центральний» — парк на розі вулиць Університетська та Літературна в місті Ірпені.
Один з найбільших парків міста відкрито 15 червня 2016 року, площа — близько 6 гектарів. Офіційна адреса — вулиця Чехова, буд. № 27.
Створений на основі соснового лісу, який раніше там знаходився. В парку між соснами прокладено доріжки, росте газонна трава, декоративні дерева, кущі та квіти, встановлено лавки та ліхтарі, є бронзові, кам'яні та дерев'яні скульптури, штучне озеро з фонтаном, в спеціальних місцях встановлені ковані барбекю в формі оленів, є дитячий та спортивний майданчик
Територія парку складається з двох частин, на одній з яких знаходиться храм Священомученика Володимира, митрополита Київського і Галицького..